# Slivna
Slivna – wieś w Słowenii, w gminie Litija. W 2018 roku liczyła 132 mieszkańców.